# Paul Blart: Mall Cop
Paul Blart: Mall Cop is een Amerikaanse film uit 2009 van Steve Carr met Kevin James, die ook meeschreef aan het scenario.

## Verhaallijn
Wanneer een winkelcentrum geteisterd wordt door een bende criminelen is het aan de zachtaardige beveiligingsagent Paul Blart om de orde te herstellen.

## Rolverdeling
| Acteur          | Personage    |
| --------------- | ------------ |
| Kevin James     | Paul Blart   |
| Jayma Mays      | Amy Anderson |
| Keir O'Donnell  | Veck Simms   |
| Bobby Cannavale | James Kent   |
| Raini Rodriguez | Maya Blart   |